# Romeo und Julia in der Steinwüste
Romeo und Julia in der Steinwüste (Originaltitel The Cliff Dwellers) ist ein US-amerikanischer Kurzfilm von 1962 unter der Regie von Hayward Anderson, der den Film auch produzierte und neben Ted Nemeth an der Kamera stand. Der Film war für einen Oscar nominiert.

## Inhalt
Der Film thematisiert die Wohnsituation von Stadtbewohnern, deren teilweise Isolation und was daraus entstehen kann. Teilweise fühlt man sich wie ein Klippenbewohner, der geschickt darin sein muss, alle Klippen geschickt zu umschiffen und Hindernisse zu überwinden. Hier muss das ein junges Paar, das sich wie Romeo und Julia in der Steinwüste fühlt.

## Produktion, Veröffentlichung
Produziert wurde der Film von der Group II Film Productions in Zusammenarbeit mit Schoenfeld Films.
Molly Scott, die in dem Film federführend mitwirkte, war auch für die Songs-Arrangements verantwortlich.
Bei One Plus One, später The Cliff Dwellers genannt, handelt es sich um einen 1962 gedrehten 335-mm-Farbfilm. Ted Nemeth war der Kameramann, Hayward Anderson der Regisseur dieser Geschichte von Stadtbewohnern, Jim Nemeth der stellvertretende Kameramann. Der Film wurde für einen Oscar nominiert. Ted Nemeth sagte seinerzeit: „Es war ein einfacher Film, der von einer Gruppe junger Männer gedreht wurde. Einer war mein Assistent. Er bekam das Geld und mietete eine Garage in Westchester. Dort wurde der Film gedreht. Nachdem er für einen Oscar nominiert worden war, musste sein Titel One Plus One geändert werden, weil es bereits einen anderen Film mit demselben Namen gab. So kam es zu dem  neuen Titel The Cliff Dwellers.“
Der in den USA unter dem Arbeitstitel One Plus One entstandene Film wurde in der Bundesrepublik Deutschland unter dem Titel Romeo und Julia in der Steinwüste am 27. Januar 1966 erstmals im Fernsehen gezeigt. In Österreich war er schon am 14. April 1965 im Fernsehprogramm.

## Auszeichnung
Oscarverleihung 1963: Hayward Anderson war mit dem Film in der Kategorie „Bester Kurzfilm“ für einen Oscar nominiert, der jedoch an Pierre Étaix und Jean-Claude Carrière und die französische Kurzfilmkomödie Heureux Anniversaire ging.